# Polk Audio
Polk Audio（ポークオーディオ）は、アメリカ合衆国のオーディオメーカーである。主に家庭用及び自動車用スピーカーのほか、アンプやFMチューナーなど幅広く製造している。本社はカリフォルニア州サンディエゴにある。Googleアシスタント及びAmazonAlexa用のスマートスピーカーを手掛けていることでも知られる。
現在は、デノンやBowers & Wilkinsなどと共に米DEIホールディングスの傘下にある。

## 歴史
Polk Audioは、1972年にMatthew Polk、George Klopfer、Sandy Grossによって設立された。3人が初めて出会ったのは、ボルチモアのジョンズ・ホプキンス大学の授業に出席していたときだった。1971年に卒業した後、チームは地元のブルーグラス音楽コンベンションのサウンドシステムを共同で制作した。ポークがスピーカーシステムをデザインし、クロプファーがキャビネットを製作した。コンベンションのプロデューサーがシステムを買う余裕がないことが発覚した後、クロプファーはポークオーディオのロゴをデザインし、スピーカーに取り付けた。GrossはPolk Audioのマーケティングを組織し、Polkの世界的なディーラーネットワークの構築を支援した。
短期間でプロフェッショナルオーディオに手を出した後、Polk Audioは手頃な価格の高性能ホームオーディオに目を向けた。1974年に最初の成功したモデルであるモニター7がリリースされたことで、ポークオーディオはオーディオファンの間で認知されるようになった。Polk Audioは、人気のあるMonitor 10やMonitor 12など、ほぼすべてのスピーカーで双方向構成を使用しており、通常はゴム製のサラウンドとパッシブラジエーターを備えた6.5インチのミッド/ベースドライバーを使用していた。モニター12は、18Hzまでの低音レスポンス、フリーエアマウントのツイーター、500ワットのRMSパワーハンドリングを備え、当時としてはかなりの能力を発揮した。後のポークスピーカーモデルは、ドライバーのアレイであるステレオディメンショナルアレイ(SDA)を使用して、左スピーカーから右耳、および右スピーカーから左耳へのクロストークをキャンセルし、ステレオイメージを2つのステレオスピーカー間のスペースを超えて拡大した。SDAエフェクトは、現在のポークスピーカーの一部で使用されている。同社はまた、自動車用スピーカーも製造している。
2015年初頭、ポークの非技術職のほとんどまたはすべてが、ボルチモアオフィスからカリフォルニア州カールスバッドにある親会社であるサウンドユナイテッドの本社に移された。当時、ポークのエンジニアはDefinitive Technologyのエンジニアと合流し、オーウィングスミルズにオーディオおよび音響研究開発[ARAD]センターが設立された。ARADは、Bowers & Wilkins、Classé、Definitive Technology、Denon、Marantzのブランドも所有するSound Unitedによるほとんどのスピーカー開発の中心であり続けている。

## 製品
- ホームシアターおよびHi-Fiリスニング用のパッシブコンポーネントスピーカー
- パワードサブウーファー
- ワイヤレスサブウーファーとサラウンドスピーカーを備えたサウンドバーシステム
- 屋外用全天候型スピーカー
- 車とボートのオーディオ
- 壁内および天井内建築用スピーカー